# Dans la brume du soir
Pour plus de détails, voir Fiche technique et Distribution.
Dans la brume du soir (Meadowland) est un film américain réalisé par Reed Morano, sorti en 2015.

## Synopsis
Sarah et Phil sont en voyage avec leur fils, Jessie. Ils s'arrêtent à une station-service et Jessie disparaît.

## Fiche technique
- Titre : Dans la brume du soir
- Titre original : Meadowland
- Réalisation : Reed Morano
- Scénario : Chris Rossi
- Musique : Adam Taylor
- Photographie : Reed Morano
- Montage : Madeleine Gavin
- Production : Aaron L. Gilbert, Margot Hand, Matt Tauber et Olivia Wilde
- Société de production : BRON Studios et Itaca Films
- Société de distribution : Cinedigm Entertainment Group (États-Unis)
- Pays de production :  États-Unis
- Genre : Drame et thriller
- Durée : 105 minutes
- Dates de sortie : 
  - États-Unis : 16 octobre 2015
  - France : 9 novembre 2016

## Distribution
- Olivia Wilde (VF : Barbara Beretta) : Sarah
- Luke Wilson (VF : Philippe Valmont) : Phil
- Giovanni Ribisi (VF : Alexandre Gillet) : Tim
- Elisabeth Moss : Shannon
- Ty Simpkins : Adam
- John Leguizamo (VF : Emmanuel Karsen) : Pete
- Kevin Corrigan : Joe
- Merritt Wever : Kelly
- Kid Cudi : Jason
- Skipp Sudduth : Ted
- Nick Sandow : le lieutenant Garza
- Mark Feuerstein : Rob
- Yolonda Ross : Melanie
- Anna Khaja : Fatimah
- Eden Duncan-Smith : Alma
- Ned Eisenberg : le principal Griffin
- Casey Walker : Jessie
- Justine Torres : Enrique
- Beyonce Delgado : Nazarena
- KylieRae Condon : Hayley
- Linda Powell : Mme. Williams
- Jon Asa Walker (VF : Sébastien Ossard) : Max
- Ivana Shein : Jenna
- Juno Temple (VF : Camille Donda) : Mackenzie

## Accueil
Le film a reçu un accueil favorable de la critique. Il obtient un score moyen de 67 % sur Metacritic.